# Мюонне нейтрино
Мюонне нейтрино (позначення — νμ) — елементарна частинка, один із трьох видів нейтрино. Разом із мюоном складає друге покоління лептонів.

## Властивості

Імовірність виявлення різних типів нейтрино від спочатку випущеного мюонного нейтрино. Синій колір — мюонне нейтрино, чорний — електронне нейтрино, червоний — тау-нейтрино.

Як і інші типи нейтрино, мюонні нейтрино схильні до осциляцій. Таким чином, на деякій відстані від місця їхнього випромінювання ймовірність виявлення нейтрино інших типів періодично змінюється.

## Відкриття
Гіпотезу про існування ще одного виду нейтрино (крім уже відомого електронного) запропоновано в 1940-х роках. Експериментально частинку виявила 1962 року група дослідників під керівництвом Леона Ледермана, Мелвіна Шварца та Джека Стейнбергера.[джерело?] 1988 року за це відкриття вчених нагороджено Нобелівською премією з фізики.

## Можливий надсвітловий рух
Група дослідників, що працюють із детектором OPERA (і MINOS, 2007[уточнити]), у найбільшій у світі лабораторії фізики ядерних досліджень ЦЕРН, опублікувала результати своїх вимірювань, з яких випливає, що мюонні нейтрино здатні рухатися швидше за світло. Отримані результати фахівці піддали сумніву, оскільки вони не узгоджуються не тільки з теорією відносності, але й іншими експериментами з нейтрино. 23 лютого 2012 року ЦЕРН повідомила, що колаборація OPERA виявила два фактори, які могли спричинити помилки вимірювання.
Проведені невдовзі, у березні 2012 року, незалежні вимірювання у тому ж тунелі надсвітлових швидкостей нейтрино не виявили . У травні 2012 року OPERA провела низку контрольних експериментів і дійшла остаточного висновку, що причиною помилкового висновку про надсвітлову швидкість став технічний дефект (погано вставлений роз'єм оптичного кабелю).